# Mellotron
El mellotron (de l'anglès melody i electronics) és un instrument musical electro-mecànic polifònic que va aparèixer a mitjans dels anys 60. El seu precursor directe va ser el Chamberlin, manufacturat a Amèrica des de finals dels anys 40.

## Descripció
El mellotron és un instrument musical electromecànic que reprodueix cintes magnètiques pregravades. Per la disposició del teclat, el seu aspecte exterior és similar al d'un piano de paret. Al principi es presentava en una caixa de fusta i, posteriorment, la carcassa es recobria de vinil flexible (tòlex). Tot i així, el seu aspecte exterior depèn del model. Els models 300 i 400 eren de teclat simple (35 notes), mentre que els models MKII i MKV eren de doble teclat (18 notes cadascun). Tot i que cada usuari podia configurar-lo com volgués, la meitat esquerra acostumava a carregar-se amb cintes enregistrades amb seqüències rítmiques. A la dreta del teclat s'hi allotjaven els registres dels instruments solistes. Existia una versió, encarregada per la BBC, que només contenia efectes sonors destinats a la sonorització en directe de sèries i/o programes televisius.
El mellotron és un dels primers instruments moderns de teclat capaç de reproduir i, fins a cert punt, modular i modificar en temps real sons gravats prèviament. Per aquest motiu es pot considerar com l'antecessor directe del sintetitzador (o sampler). Cada tecla s'associa a una cinta magnètica d'1 cm d'ample que té una duració aproximada de 8 segons. El músic, en fer pressió en una tecla, fa circular la cinta corresponent, que recorre un enginyós sistema en forma de W i reprodueix el so pregravat anteriorment (normalment s'hi enregistrava el so d'instruments de corda i fragments orquestrals, tot i que es pot agregar qualsevol altre tipus de so). Cada cinta consta de tres pistes, de l'amplada aproximada d'una cinta de cassette cadascuna. Les pistes adjacents no es poden reproduir alhora, sinó que s'han de reposicionar en els capçals magnètics. Això vol dir que cada joc de cintes conté tres bancs de sons commutables, normalment tres instruments complets. La commutació no és immediata, sinó que el reposicionament (mecànic) dels capçals s'allarga uns segons.

## Història

### Orígens
El Mellotron va ser inventat als EUA per Harry Chamberlin en la dècada dels 40. Chamberlin es considera pioner en l'ús de cintes preenregistrades per, posteriorment, interaccionar-les amb un teclat. La pressió en qualsevol de les tecles activa la reproducció de la cinta magnètica associada. El so, automàticament, es projecta pels altaveus del dispositiu. El principal objectiu de Harry Chamberlin era obtenir un instrument domèstic capaç de reproduir els sons d'una orquestra. Aquest primer model, anometat Chamberlin i patentat l'any 1949, presentava constants problemes amb el sistema de cintes enregistrades. A més, el so no responia als estandards de qüalitat de l'època. Les vendes no van superar la xifra de 500 unitats.
Posteriorment, l'any 1962, Bill Fransen, un venedor contractat pel mateix Harry Chamberlin, va exportar la idea de l'instrument a Anglaterra. A Birmingham va contactar amb els propietaris de Bradmatic, una petita companyia que produïa capçals, dispositius enregistradors de cinta magnètica i amplificadors. Bill necessitava 70 capçals per millorar el Chamberlin. Ben aviat els propietaris, es van interessar per l'instrument. A l'esquena de Harry Chamberlin van fer societat amb Fransen per poder millorar el disseny original del Chamberlin. Eric Robinsonn, aleshores locutor de ràdio i propietari d'Eric Robinson Organisation, els va ajudar en el finançament del nou projecte.

### Mellotron MK1(1963-1964)
Així doncs, Fransen, com a bon enginyer de so, s'encarregava dels enregistraments i Erico Robinson Organisation proveïa dels IBC Studios per als enregistraments. Poc després, L'empresa d'Eric Robinson va canviar de nom i es va dir Mellotronics Ltd, produint el primer instrument, el Mellotron MK1 el 1963, els quals aparentment eren molt similars als Chamberlins, però oferint noves millores, tot i així, era un instrument encara complicat de fer sonar i poc fiable, cosa que se solucionaria l'any següent, amb el Mellotron MK2.

### Mellotron MK2 (1964-1968)
El MK2 ja disposava de dos teclats, més de 70 capçals de reproducció de cinta, unitat de reverb, amplificador i altaveus integrats. Així doncs, tenim un instrument amb 70 notes polifòniques, capacitat tímbrica de 8 harmònics i la capacitat de fer sonar simultàniament 54 veus, a banda que ja disposava de sortida estèreo i també tenia inclosos patrons rítmics.

### MK2 Fx console (1965-1970)
A banda del MK2, també va sortir poc més tard el MK2 Fx console, que permetia la modificació del so en directe. Gràcies a les possibilitats de l'instrument, es va fer molt conegut en la música de moda, com seria a 'Strawberry Fields Forever', de The Beatles, o en altres temes dels Rolling Stones, Traffic, The Move....

### 300 Model (MK3) (1968-1970)
Un cop fet el MK2, van decidir millorar encara més el Mellotron, reduint pes i mida i augmentat la qualitat, com per exemple intentar que el teclat fos molt més robust de cara a poder aguantar el que passés en un concert. Es va eliminar els altaveus i es van fer altres canvis tècnics, obtenint així un intrument molt més robust, amb una reverb Hammond, més fidelitat harmònica i rang dinàmic, i amb el so una mica diferents dels predecessors. Encara que no va ser pas la millor versió, va ser en aquesta edició quan el món ja es començava a fixar en aquest instrument, cosa que es va evidenciar en el nombre de vendes del següent model.

### 400 Model (MK4) (1970)
El model més popular i portable, del qual es van fer entre 1800 i 2000 unitats (unes 10 vegades la tirada més gran fins aleshores; els prop de 200 Mk2 fabricats). Comptava amb un teclat de 35 tecles, i usava cintes de 3/8 de polzada.

## El Mellotron en l'actualitat
Actualment, el Mellotron pot ésser considerat el pare del sampler o mostrejador. Fins i tot molts samplers incorporen mostres de Mellotron (normalment amb noms com "Melly Violin" o "Melly quelcom") que, en principi, sonen com el Mellotron. Tot i això, molt pocs respecten la idiosincràcia del Mellotron original, amb les seves limitacions (temps de la mostra, efectes de wow&flutter, etc.). Alguns, però, usen fins i tot capes per emular el "pfft" que se sent en disparar la mostra, que es produeix quan la cinta entra en contacte amb el capçal.

### Mellotron MK VI (1999)
És una reedició del Mellotron 400. Es pot considerar el primer Mellotron de l'actualitat, ja que és el primer model fabricat des del tancament de Streetly Electronics el 1986. Des d'aleshores, la demanda d'un nou Mellotron, nous sons i peces de recanvi no va parar i, amb grups com Oasis, Blur, Radiohead o Saint Etienne, l'interès en l'instrument va tornar a créixer. Tot i això, d'aquest model se n'han fet, fins ara 

### Mellotron M4000 (2007)
Es pot considerar una reedició del Mellotron Mk2, amb l'afegitó d'un sistema de mecanisme cíclic, salvant així la limitació de temps en les mostres.

### Mellotron M5000 (en desenvolupament)
És una reedició de l'M4000, amb dos teclats i una reverb digital integrada.

### Mellotron M4000D (2010)
És una versió digital de l'M4000, sense cintes. Tot i que la primera impressió és d'un instrument antic (moble amb línies rectes, potenciòmetres grans, interruptors "old-style", 17 kg de pes), el seu funcionament és completament contemporani: usa mostres digitals de 24 bits (enregistrades de màquines Mellotron i Chamberlin analògics, òbviament), compta amb dues pantalles TFT, entrada i sortida MIDI, possibilitat d'afegir nous sons mitjançant targetes de memòria flash... Es pot considerar el Mellotron físic actual.

### Mellotronics M3000 HD (2010)
Creada amb la col·laboració de dissenyadors i fabricants dels Mellotron originals, la M3000 HD és una app emuladora del Mellotron per a iPad. Té totes les característiques que han aparegut en qualsevol Mellotron físic i més, esdevenint gairebé un sampler amb sons de Mellotron però sense el seu "esperit".

### RedTron (plug-in VST)
Un sampler amb sons mostrejats directament d'un Mellotron M400 del 1973, netejats i depurats.

### M-Tron (plug-in VST)
Aquest sampler ofereix noves possibilitats al concepte de Mellotron: opció de loop, reverse, reproducció a mitja velocitat... Això, de nou, pot fer pensar en la seva legitimitat com a imitació del Mellotron, ja que elimina gran part de les limitacions i idiosincràcia que el fa característic.

## Aspectes tècnics i funcionament
Es tracta d'un instrument musical de teclat que pot reproduir cintes magnètiques pregravades i accionades amb les dues mans. A la mà esquerra es poden seleccionar 18 ritmes diferents i a la mà dreta uns quants sons d'instruments. D'aspecte, és com un piano convencional, i els primers models anaven presentats en un bonic moble de fusta.
El Mellotron és un dels primers teclats elèctrònics i es pot considerar l'antecedent del sampler, ja que utilitza loops de cinta per crear els sons. Permet reproduir mostres de so pregravat en una cinta d'1 cm d'ample i d'una duració aproximada de 8 segons. Quan es pressiona una tecla, es fa circular la cinta corresponent i aquesta recorre un sistema en forma de W mentre un capçal de reproducció fa sonar el so. La cinta restant que ja s'ha reproduït es va emmagatzemant en un recipient esperant que es deixi de pitjar la tecla. Llavors és quan una molla fa tornar ràpidament la cinta al seu lloc d'origen. Quan es manté pitjada una tecla més temps del que dura el loop, el mecanisme de recollida de cinta s'activa automàticament i es deixa de sentir el so fins a la propera pitjada de tecla.

Esquema d'un mellotron amb la tecla en repòs

Esquema d'un mellotron amb la tecla pitjada

Hi ha tota una varietat de sons que es poden reproduir amb aquest instrument. En els primers models, l'instrument està separat en una secció de ritme i una altra de melodia. Hi ha un selector de sis bancs de sons rítmics, cadascun amb tres pistes rítmiques i tres pistes de fills. De la mateixa manera, hi ha un selector de 6 bancs de sons de melodia. Cadascun d'ells, amb tres instruments diferents (cordes, orquestrals, cor polifònic, flautes, etc.).
Al centre del Mellotron hi ha un botó de control d'afinació i de tempo.
Els models més moderns no tenen el concepte de bancs de sons, sinó un selector per triar el so juntament amb el control d'afinació. De totes maneres, en aquests models més nous, l'espai que conté les cintes està dissenyat per poder posar i treure cartutxos amb altres sons.

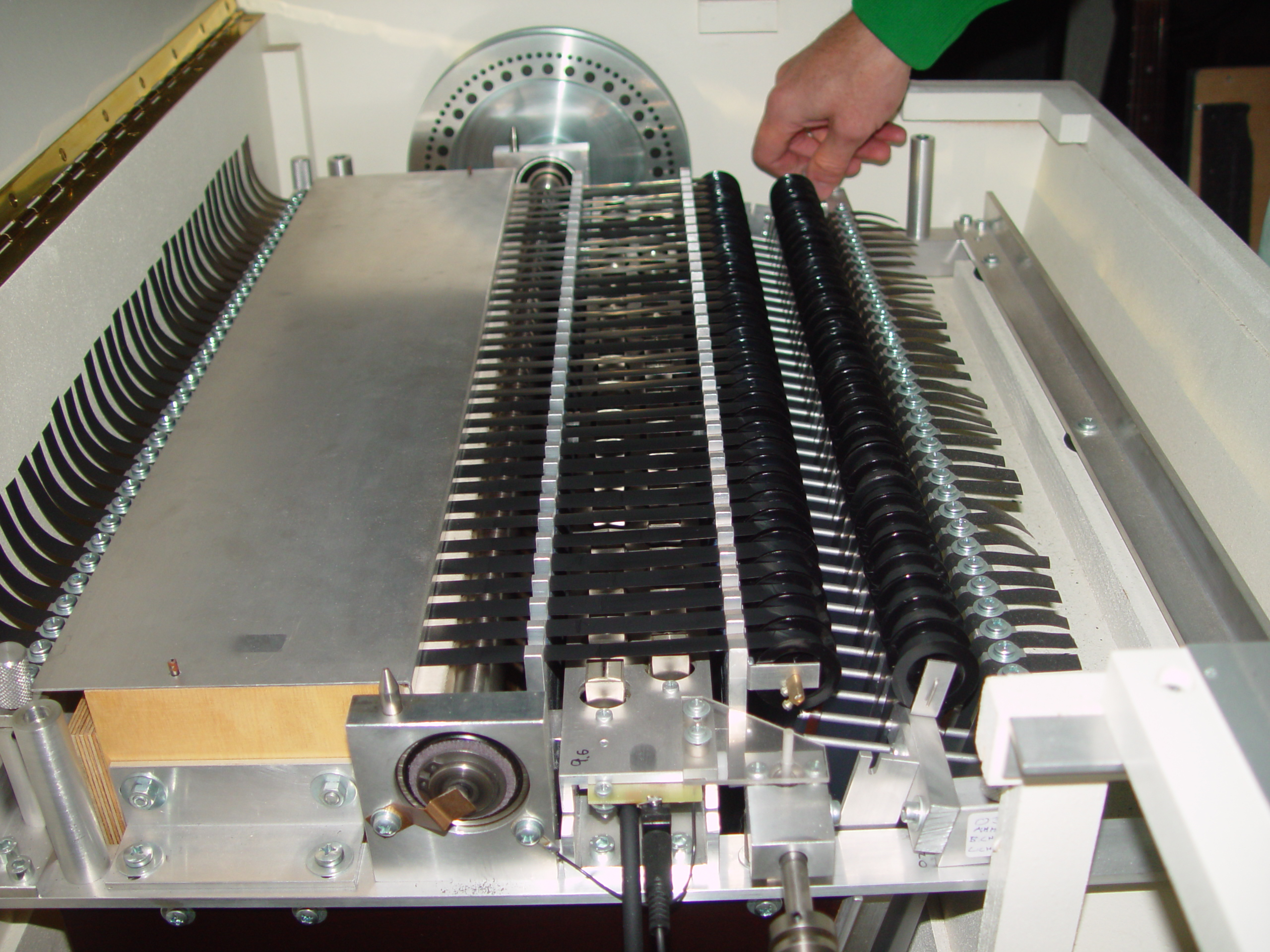
Canvi de la cinta

El Mellotron va ser dissenyat per reproduir el so d'un instrument original, però reproduir repetidament una cinta crea variacions d'afinació i amplitud petites, que són conegudes com a wow i flutter, respectivament i, per tant, una nota sona una mica diferent cada vegada que es reprodueix. Aquests desajustos i imperfeccions tan volgudes per alguns seguidors de la màquina, són una de les característiques de l'instrument, i això el fa inimitable.
Originalment, l'instrument estava pensat per ser utilitzat a les cases o sales de concerts petits, però no per fer grans gires de grups. Inclús, quan es va dissenyar el M400, que representava que era el més portable possible, pesava 55kg. Però no només el pes i la mida eren un handicap. El fum, les variacions de temperatura i la humitat són factors que perjudiquen els instruments, i com que a les gires anaven patint tants canvis, la cinta s'anava dilatant i contraient, cosa que el feia un instrument molt inestable.
Tot i aquests problemes, va ser molt usat en concerts i gravacions de rock progressiu simfònic dels anys 70. És un instrument tan únic que fins i tot va sobreviure a l'aparició de sintetitzadors més petits i versàtils. Això sí, va quedar en segon pla quan van aparèixer els teclats electrònics a mitjans dels anys 70.

## Ús
Encara que era un instrument limitat per la poca duració dels fragments de cinta magnètica (8 segons), l'inconfusible so del mellotron (lleugerament imperfecte i artificial) propicià el seu ús en concerts i gravacions de rock simfònic i progressiu als anys 1970. Ni el més versàtil i avançat dels sintetitzadors actuals l'ha aconseguit imitar. A més, cal tenir en compte que la polifonia no va arribar als sintetitzadors de manera assequible i fiable fins a finals dels anys setanta. En canvi, el mellotron era 100% polifònic perquè el mecanisme d'arrossegament, lectura i rebobinat de cinta era independent per a cada tecla. A més, els sintetitzadors no van ser instruments plenament imitatius fins a començaments dels vuitanta. El mellotron era una manera (si bé no del tot econòmica) de disposar d'un quartet de cordes o una secció de flautes amb més realisme que el que es podia crear aleshores amb qualsevol sintetitzador.
Els únics inconvenients del mellotron eren la incapacitat de gravar per ell mateix els sons necessaris, que havien de ser enregistrats a les cintes amb l'ajut d'una gravadora externa; i el fet que cada vegada que es traslladava d'un lloc a un altre s'hagués de calibrar de nou, motiu pel qual calia la intervenció d'una persona coneixedora del seu mecanisme (normalment els músics que el tocaven aprenien el funcionament dels mecanismes interns de l'instrument). També era sensible a la humitat i canvis de temperatura, i a fonts magnètiques, que podien arribar a esborrar els sons gravats a les cintes. Qualsevol variació mínima en la tensió de l'alimentació provocava desafinacions molt notables. A causa d'aquesta tendència a desajustar-se era habitual que els grups que s'ho podien permetre anessin de gira amb dos aparells, per a disposar d'un de reserva.

## Grups de música que han utilitzat elmellotron
Graham Bond, teclista i fundador del grup Graham Bond Organization, va ser el primer músic professional en utilitzar el Mellotron. Va aconseguir popularitzar l'instrument gràcies a l'actuació en diversos programes de televisió. De totes maneres, el mellotron es va fer famós en la seva aparició al tema Strawberry Fields Forever de The Beatles, i posteriorment va ser inclòs en composicions de grups com The Zombies, The Moody Blues i The Rolling Stones durant els darrers anys de la dècada dels 1960. Als anys 1970 el seu ús es va fer habitual entre els grups de rock progressiu: King Crimson, Genesis i Yes el van incloure sovint en les seves cançons. També va ser molt utilitzat per Led Zeppelin. El Mellotron va perdre popularitat arran de l'aparició dels moderns sintetitzadors polifònics i dels samplers, tot i que grups com Tangerine Dream, XTC o Orchestral Manoeuvres in the Dark van seguir utilitzant-lo sovint als seus àlbums. Darrerament, però, hi ha músics que han tornat a recórrer al mellotron per a donar un so evocador dels anys 60 i 70 a les seves composicions. És el cas d'Oasis (Wonderwall - 1995), Radiohead (Ok Computer -1997), Fiona Apple (Criminal - 1997), Red Hot Chili Peppers (Californication - 1999) i The Smashing Pumpkins (Machina - 2000).